# Wikitribune
Wikitribune byl zpravodajský server, na kterém zprávy vznikaly za spolupráce profesionálních novinářů a laické veřejnosti. Projekt představil jeden ze zakladatelů Wikipedie Jimmy Wales 25. dubna 2017. Wikitribune není součástí projektů Nadace Wikimedia. Projekt měl přinášet věcné a neutrální zpravodajství a byl financován z pravidelných příspěvků podporovatelů.
Obsah Wikitribune byl bezplatný a bez reklam. Příznivci byli vybídnuti, aby zaplatili 10–15 dolarů měsíčně. Platící uživatelé také mohli spolurozhodovat o tématech, kterým se web bude věnovat. Podle pravidel museli novináři uvádět zdroj zprávy, případně kompletní přepis nebo záznam rozhovorů. Veřejnost mohla zprávy upravovat a aktualizovat, ovšem k uveřejnění došlo až po schválení zaměstnanci nebo důvěryhodnými dobrovolníky. Mezi poradce Jimmyho Walese na tomto projektu patřil americký právník a politický aktivista Lawrence Lessig. Jimmy Wales pro tento server založil v dubnu 2017 firmu Jimmy Group, která si registrovala ochrannou známku pro "Wikitribune".

## Vývoj projektu
Stránky projektu Wikitribune byly v říjnu 2019 přesměrovány na nový projekt Jimmyho Walese, WT Social. Je to proprietární síť s uzavřenou licencí (copyright).

## Současný stav
Síť funguje jen pro registrované zájemce. Po registraci se ale uživatel zařadí do fronty a musí na zpřístupnění služby počkat blíže nespecifikovanou dobu. Virtuální frontu může přeskočit tím, že zaplatí předplatné.